# Évran
Évran /eˈvʁɑ̃/ è un comune francese di 1 671 abitanti situato nel dipartimento delle Côtes-d'Armor nella regione della Bretagna.

## Società

### Evoluzione demografica
Abitanti censiti